# Cola (Burg)
Die Burg Cola oder Chola (arabisch قولة, DMG Qūla, auch Kula, hebräisch קוּלָה Qūlah) ist eine kleine Kreuzfahrerburg am Rande der Schfelah (Mittelland Judäas) zu Füßen des Judäischen Berglandes im heutigen Israel.

## Lage
Die Burgruine liegt im Chevel Modiʿin knapp 3 km südlich Elʿads, bzw. 14 km nordöstlich Lods.

## Geschichte
Die Burg wird 1181 urkundlich genannt, als der Johanniterorden sie und den dazugehörigen Ort von Hugo von Flandern erwarb. Der Orden ließ hier fortan Nahrungsmittel für das Johanniterspital in Jerusalem im Muristan herstellen.
Reste eines Turmes und eines Burggebäudes sind bis heute erhalten. Der Jüdische Nationalfonds hat in der Umgebung der Burgruine den Jaʿar Qulah (hebräisch יַעַר קוּלָה ‚Wald Qulahs‘) aufgeforstet.